# برخورد تایتان‌ها
برخورد تایتان‌ها (Clash of the Titans) یک فیلم فانتزی و افسانه‌ای ۱۹۸۱ برپایه افسانه پرسیوس است. جلوه‌های ویژه به وسیلهٔ ری هریهاوزن آفریده شد.

## داستان
پرسئوس به رغم موانعی که تایتان‌ها بر سر راه او ایجاد کرده‌اند، مصمم به دست یافتن به آندرومدا است.